# Jeff Franklin
Jeffrey Steven Franklin (Californië, 21 januari 1955) is een Amerikaanse filmproducent, -regisseur en scenarioschrijver, voornamelijk bekend van de ABC-sitcom "Full House".

## Biografie
Franklin begon zijn televisiecarrière met het schrijven en produceren van "Laverne & Shirley" (1976) en "Bosom Buddies" (1980). Zijn eerste grote doorbraak was met de ABC show "Full House", later schreef en produceerde hij nog een film met de Olsen Twins in de hoofdrol. Verder schreef hij de 'Teen comedies' "Just One of the Guys" en "Summer School", met Mark Harmon in de hoofdrol.
Doorheen zijn carrière produceerde hij nog vele andere televisiewerken zoals "Hangin' with Mr. Cooper", "It's Garry Shandling's Show" en "Malcolm & Eddie".
Netflix kondigde op 20 april 2015 aan dat ze een vervolg op Full House gingen maken namelijk "Fuller House" en dat Franklin deze zou produceren samen met Rober L. Boyett en Thomas L. Miller. "Fuller House" kwam op 16 februari 2016 uit. Later volgden nog 4 seizoenen.

## Wangedrag
In 2018 werd hij ontslagen als producent van "Fuller House", nadat er klachten kwamen over gewelddadig taalgebruik zowel op de set als in de schrijverskamer.
In 2019 werd bekendgemaakt dat Franklin op de set zou hebben gesproken over orgieën die zich in weekenden bij hem plaatsvonden. Franklin zou meermaals seksistische en racistische opmerkingen gemaakt hebben. Hij ontkende alle beschuldigingen over seksueel wangedrag.

## Filmografie
Hieronder een selectie van de door Franklin geproduceerde en/of geregisseerde films:
- 1985: Just One of the Guys
- 1987: Summer School
- 1987-1995: Full House
- 1988: The In Crowd
- 1992: To Grandmother’s House We Go
- 1992-1997: Hangin’ With Mr. Cooper
- 1994-1997: High Tide
- 1997: Kull the Conqueror
- 1997: Head Over Heels
- 1998: Jungle Book: Search for the Lost Treasure
- 1999: Love Stinks
- 1999: Stuart Little
- 2002: Stuart Little 2
- 2004: Puppet Master vs Demonic Toys
- 2006: Lightspeed
- 2006: Funny Money
- 2007: Planet Raptor
- 2007: Harpies
- 2011: The Last Resort
- 2016-2020: Fuller House